# Radziwiłł-Palast (Zegrze)

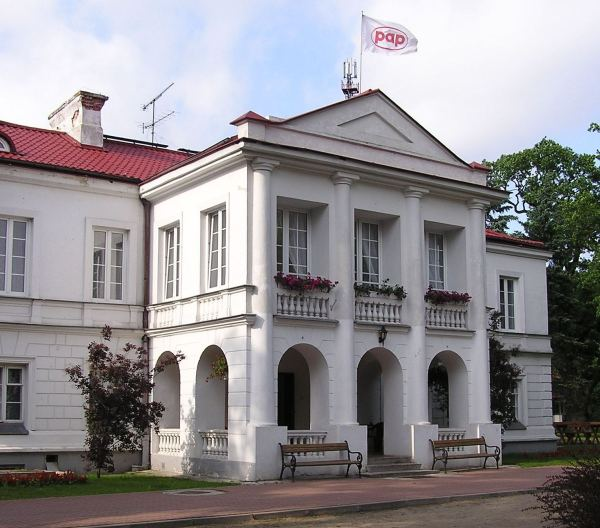
Der zweigeschossige Palast – hier noch im Eigentum der Polnischen Presseagentur PAP – mit seinem weit heraustretenden, markanten Mittelrisalit mit Arkaden im Untergeschoss und Dreiecksgiebel

Der Radziwiłł-Palast (auch: Zegrzyński-Palast, poln. Pałac Radziwiłłów oder Pałac Zegrzyńskich) in Zegrze ist eine klassizistische, ehemalige Sommerresidenz, die am hohen Nordufer des Zegrze-Stausees liegt. Der Palast wurde von polnischen Magnaten und russischen Generalen bewohnt. Heute befindet sich hier ein Hotel.

## Geschichte
Der Palast wurde 1862 von der damaligen Eigentümerfamilie von Zegrze, den Krasińskis, errichtet. Jadwiga Krasińska heiratete 1862 den Magnatensohn Maciej Radziwiłł; das Paar erhielt den Besitz als Mitgift und lebte hier. Als das zaristische Regime in Polen entschied, den Ort zur Festung Zegrze auszubauen, mussten die Radziwiłłs Ende des 19. Jahrhunderts den Palast und seine Umgebung für 300.000 Rubel an das russische Militär verkaufen. Den relativ hohen Kaufpreis verdankte das Ehepaar den guten Kontakten von Maciej Radziwiłł zum Zaren Alexander III., dem er seit 1884 als Kammerherr gedient hatte. 1902 erbauten die Radziwiłłs einen neuen Palast im benachbarten Jadwisin.
Am 21. August 1897 besuchte vermutlich Zar Nikolaus II. in Begleitung des russischen Kriegsministers Pjotr Semjonowitsch Wannowski den Palast, der bis dahin zur Sommerresidenz des russischen Kommandanten der Großraumfestung Warschau umgebaut worden war. In Folge lebten im Palast die russischen Generale Dmitry Woroniec, Epifan Husakow, Alexander Lebiediew and Alexander Petrov – weshalb das Gebäude damals auch als „Palast der Generale“ (poln. Pałac Generałów) bezeichnet wurde.
Nach Wiedererlangung der Unabhängigkeit wurde der Palast vom November 1918 bis 1921 vom jetzt polnischen Festungskommandanten in Zegrze, Oberst Olgierd Pożerski, genutzt. Nach Auflösung der Festungsgarnison und Übernahme der militärischen Einrichtungen durch die polnische Feldpost- und Fernmeldetruppe wurde der Palast und sein gepflegter Park in der Zwischenkriegszeit zu Erholungszwecken genutzt.
1959 übernahm die Polska Agencja Prasowa den Palast und seine Parkanlage und verwendete ihn als Erholungsheim. Seit September 2009 gehören Palast und Park zum modernen Centrum Kongresowe Warszawianka im nahegelegenen Jachranka. Seitdem wird das Anwesen als Hotel und Konferenzzentrum genutzt. Im Palast selbst stehen rund 15 Gästezimmer, in kleineren Gebäuden im weitläufigen Park mit seinem alten Baumbestand stehen weitere 23 Betten zur Verfügung.